# Несрин Кадын-эфенди
Несри́н Кады́н-эфе́нди (тур. Nesrin Kadın Efendi), также Нешере́к Кады́н-эфе́нди (тур. Neşerek Kadın Efendi; ум. 11/12 июня 1876, Стамбул) — четвёртая, затем третья жена османского султана Абдул-Азиза, мать двоих или троих его детей. Свержение и смерть мужа Несрин, а также скоротечная кончина её самой привели к кровавой трагедии, произошедшей в доме Мидхата-паши и устроенной братом Несрин Черкесом Хасаном.

## Имя
В своей книге Bu mülkün kadın sultanları турецкий историк Недждет Сакаоглу называет четвёртую жену Абдул-Азиза «Нешерик», при этом указывает, что в исторических документах встречаются варианты «Нешерек», «Нестерен» и «Несрин». Чагатай Улучай указывает два варианта — «Несрин» и «Нешерек», при этом имя «Несрин» он указывает как имя, данное ей родителями при рождении. Харун Ачба придерживается той же версии об имени, что и Улучай.

## Биография

### Происхождение
Сакаоглу, опираясь на работу Исмаила Хаккы Данишменда «Хронология османской истории» пишет, что Несрин принадлежала к черкесскому княжескому роду Дзейш: отцом её был Гази Исмаил-бей, помимо неё в семье был по меньшей мере один ребёнок — сын Черкес Хасан-бей. Кроме того, Сакаоглу указывает, что Несрин приходилась племянницей второй жене Абдул-Азиза Хайраныдиль Кадын-эфенди, однако неизвестно по женской или мужской линии. Также Сакаоглу приводит версию, согласно которой Несрин была дальней родственницей Хайраныдиль и Черкеса Хасана. Улучай также пишет, что Несрин-ханым Дзейш была дочерью черкесского князя Исмаил-бея и сестрой Черкеса Хасана. Ачба указывает, что Несрин родилась в 1848 году на территории современного города Сочи и была дочерью убыхского князя Исмаил-бея Дзейш-Баракая (1812—1876); помимо неё в семье было два сына — Черкес Хасан (1850—1876) и Осман (1851—1892), служивший адъютантом султана Абдул-Хамида II. Кроме того, тётка Несрин по отцу была замужем за капуданом-пашой Атешем Мехметом-пашой (ум. 1866).
Как пишет Харун Ачба, в 1859 году черкесская община, в составе представителей шапсугов Хушт Хасан-бея, натухайцев Гюстанокю Исмаил-бея, абазин Барасби Хаджи Хажбек-бея и убыхов Исмаил-бея Дзейш-Баракая, отправилась в Стамбул, чтобы предоставить османскому султану доказательства угнетения со стороны русских на Кавказе. Абдул-Меджид I, пребывавший тогда на престоле, выделил этим беям большие участки земли и попросил остаться на османской территории. Отец Несрин Исмаил-бей получил землю в Силиври, куда вскоре перевёз свою семьи. Некоторое время Исмаил-бей занимал пост губернатора Бююкчекмедже.

### Жена и вдова султана
В 1868 году во дворце Долмабахче состоялась свадьба Несрин и султана Абдул-Азиза, взошедшего на престол в 1861 году. Брак был заключён по политическим мотивам. При этом первоначально Абдул-Азиз не собирался жениться на Несрин: в качестве своей невесты он выбрал Таухиду-ханум (1850—1888), принадлежащую к династии Кавалалы (династия Мухаммада Али) — дочь хедива Исмаила-паши и Шёхретсезы-ханум; однако великий визирь Кечеджизаде Мехмед Эмин Фуад-паша отговорил султана от этого брака. После свадьбы Несрин получила статус четвёртой жены, в котором пребывала до 1875 года, когда скончалась третья жена султана Эдадиль Кадын-эфенди. В 1872 году, в год рождения единственного сына, Несрин построила мечеть в йозгатской деревне Османие, принадлежавшей семье её родственницы Мюдждедиль Лоовой.
В ночь с 29 на 30 мая 1876 года султан Абдул-Азиз был смещён с трона собственным племянником Мурадом V и на следующий день перевезён вместе с семьёй во дворец Ферие. При этом Несрин, как и других членов семьи Абдул-Азиза, обыскали и забрали все ценности по приказу нового султана и его матери валиде Шевкефзы-султан. Сама Несрин к этому времени была больна и, когда семью Абдул-Азиза рассаживали по лодкам для переправки из Долмабахче, плечи её были укрыты шалью. Однако один из офицеров, охранявших семью свергнутого султана, заподозрил, что Несрин укрывает драгоценности под шалью и отобрал её. В тот день шёл дождь, что в дальнейшем усугубило болезнь Несрин.
4 июня Абдул-Азиз был найден мёртвым при загадочных обстоятельствах: официально было объявлено, что свергнутый султан совершил самоубийство, перерезав вены на запястьях. В связи со случившимся была допрошена главная жена Абдул-Азиза Дюрринев Кадын-эфенди, покои которой располагались над комнатой, где нашли тело бывшего султана, после чего её и других вдов и мать Абдул-Азиза заперли в их покоях. К этому моменту Несрин была настолько больна, что на её выздоровление никто не надеялся. Она умерла 11 или 12 июня 1876 года во дворце Ферие. Кроме того, ходили слухи, что Несрин умерла не от скоротечной болезни, а от последствий аборта, проведённого ей вскоре после смерти Абдул-Азиза. Тело третьей жены Абдул-Азиза было погребено в одном из мавзолеев Новой мечети.
Через три дня после смерти Несрин, в ночь с 15 на 16 июня 1876 года, её брат Черкес Хасан-бей ворвался в особняк Мидхата-паши и убил пять человек, в том числе военного министра Хусейна Авни-пашу, морского министра Кайсерили Ахмета-пашу и министра иностранных дел Рашида-пашу. Все они участвовали в свержении Абдул-Азиза и, как считал Черкес Хасан, были причастны как к смерти самого падишаха, так и его жены, позволив военным бесцеремонно вести себя с семьёй свергнутого султана. Черкес Хасан был осуждён и казнён на площади Беязыт 17 июня 1876 года. Расследование, проведённое в 1881 году, показало, что супруг Несрин был убит.

## Потомство
Несрин стала матерью предположительно троих детей Абдул-Азиза: шехзаде Мехмеда Шевкета-эфенди (1872—1899), Эсмы-султан (1870/1873—1897) и Эмине-султан (1873/1874—1920). Матерью Эсмы Несрин называют Харун Ачба и Энтони Алдерсон, при этом Алдерсон указывает годом рождения султанши 1870 год, а Ачба — 1873 год. Сакаоглу и Улучай считают матерью Эсмы другую жену Абдул-Азиза — Гевхери Кадын-эфенди, указывая годом её рождения 1873 год. Кроме того, Алдерсон и Сакаоглу указывают в качестве имени сына Несрин «Мехмед Шевкет», тогда как Улучай указывает «Махмуд Шевкет», а Ачба — «Мехмуд Шевкет».
Мехмед Шевкет в правление отца служил на флоте; он был женат на Фатьме Рухназ-ханым, от которой у него был сын Мехмед Шевкет. Эмине-султан была замужем за Мехмедом Шерифом-пашой, сыном Чавдароглу Ахмеда Шюкрю-паши, о детях достоверных данных нет. Эмине считали причастной к смерти единокровного брата Юсуфа Иззеддина, поскольку он покончил с собой в её доме, однако подозрение было опровергнуто. Эсма-султан была замужем за Черкес Мехмедом-пашой, предположительно приходившемся братом Бидар Кадын-эфенди, от которого Эсма имела троих сыновей и дочь.